# Sant Llorenç d'Hortons
Pour les articles homonymes, voir Llorenç.
Sant Llorenç d'Hortons est une commune de la province de Barcelone, en Catalogne, en Espagne, de la comarque d'Alt Penedès.